# Ilveslinna
Le château du lynx (en finnois : Ilveslinna) est un bâtiment de style classique construit à Jämsä en Finlande.

## Architecture
Conçu par l'architecte Wäinö Gustaf Palmqvist, Ilveslinna est construit pour le général Rudolf Walden.
Les travaux de construction sont réalisés par l'entreprise de construction Tähtinen & Sola basée à Tampere.
La tour et les balcons aux allures de château donnent au bâtiment un aspect unique. 
L'espace principal à l'intérieur d'Ilveslinna est une grande salle de réception,.
Le relief de lynx d'Ilveslinna a été sculpté par Viktor Jansson.

## Situation
Ilveslinna est situé dans un parc en pente orienté sud-ouest, à proximité du centre commercial de Jämsänkoski. 
Il appartient à l'environnement industriel de Jämsänkoski, que le Museovirasto a classé  parmi les sites culturels construits d'intérêt national en Finlande.
Les rapides Patalankoski, à travers lesquels les eaux des lacs Kankarisvesi et Koskikeskinen s'écoulent vers le Jämsänjoki et plus loin vers le Päijänne, sont situés à l'ouest d'Ilveslinna. 
Une passerelle partant d'Ilveslinna mène a une petite île située au milieu du Patalankoski.
Sur l'île, il y a un mémorial aux guerres d'hiver et de continuation.
Le site de l'usine d'UPM est situé immédiatement au sud-ouest d'Ilveslinna.
La route de liaison 6040 passe à l'est d'Ilveslinna. 
Le centre de Jämsä  est à six kilomètres au sud d'Ilveslinna. 
La distance entre Ilveslinna et le village de vacances de Himos est d'environ quatorze kilomètres par la route. 
L'itinéraire consiste prendre la route de liaison 6040 puis la route nationale 9 et passe par le centre de Jämsä.